# Форсайт (прогнозування)
Форсáйт (від англ. Foresight — «погляд у майбутнє») — це систематична спроба зазирнути в довгострокове майбутнє науки, технології, економіки та суспільства з метою ідентифікації зон стратегічного дослідження та появи нових високих технологій, що подають надії приносити найбільші економічні та соціальні вигоди.
Форсайт включає в себе дії, орієнтовані на:
- мислення;
- обговорення;
- окреслення майбутнього.

Форсайт — це сценарне прогнозування соціально-економічного розвитку: економіки, промисловості, суспільства — у 10-20 річній перспективі.

## Основні характеристики форсайта
Форсайт від інших інструментів вивчення майбутнього розвитку відрізняють чотири основні характеристики:
1. орієнтація на вживання конкретних заходів, що полягає не тільки в аналізі та міркуванні щодо перспектив майбутнього розвитку, але в прийнятті конкретних рішень, які дадуть змогу формувати майбутнє таким, яким його хочуть бачити;
2. врахування різних альтернатив майбутнього розвитку, яке ґрунтується на тому, що майбутнє не визначене;
3. залученість різних учасників, тому що потрібне залучення широкого кола різнопрофільних, але зацікавлених груп учасників;
4. міждисциплінарний характер, який має комплексний характер і намагається охопити всі фактори, які можуть вплинути на майбутні процеси[3].

За останні десятиліття роль форсайт-методології у формуванні стратегічної політики країн, що прагнуть максимально використати свій потенціал у науці (технологічній та інноваційній діяльності), різко зростала. Прийшло усвідомлення значущості міждисциплінарного співробітництва, що відкриває нові можливості для розвитку країни та консолідації фахівців різних напрямів при визначенні пріоритетів майбутнього. Це передбачає зміни сформованого підходу до вибору науково-технологічних пріоритетів і розподілу фінансування. Сьогодні форсайт стає популярним явищем як в адміністративних структурах, так і в офісах сучасних корпорацій.

## Головні етапи
У міру поширення ідей форсайта його завдання і цілі стали більш різноманітними. Можна виділити три етапи, на яких цілі Форсайта змінювалися:
- підготовчий етап (60-ті рр. ХХ ст.) – окремі методи форсайту використовувалися в США, потім у Японії переважно для оборонних досліджень;
- перший етап – технологічний форсайт, коли програма застосовувалася для розробки перспектив науково-технічної сфери;
- другий етап – ринково-орієнтований форсайт, що являє собою оцінювання соціальних і культурних наслідків появи та впровадження технологій;
- третій етап – соціально-економічний форсайт – зосередження на проблемах, які неможливо вирішити і які тривають у часі, коли технологічний прогноз «прив'язується» до варіантів розв'язання певної проблеми[4].

Етапи концепції форсайту змінювались разом з розвитком держав, змінами суспільних укладів. На сьогодні він все більше переходить у сферу соціальних, громадських, культурних відносин.

## Різновиди форсайта
Існує два основних різновиди підходів до форсайта:
1. спадний (top-down approach) [Архівовано 20 листопада 2012 у Wayback Machine.];
2. висхідний (bottom-up approach) [Архівовано 20 листопада 2012 у Wayback Machine.].

Спадний підхід (top-down approach) більше схожий на ф'ючерс, він мало приділяє уваги взаємодії різних джерел інформації (часто використовувані методики: анкети Дельфі, громадські зустрічі, семінари-диспути, запрошення експертів на семінар).
Висхідний підхід ставить акцент на взаємодію, збір думок та інформації, вдаючись до великої кількості джерел. Також для нього характерне створення налагодження широких інформаційних зв'язків (використовувані методики: дискусії, презентації, Інтернет-презентації; їх мета — об'єднати якомога більшу кількість джерел інформації).
Форсайт ділять по тому, на що більше спрямована увага: на кінцевий продукт аналізу або на сам процес аналізу. У першому випадку акцент ставиться на результат, на кінцевий продукт (список пріоритетів, звітів). У другому випадку акцентується процес збору і обробки інформації, налагодженню інформаційних зв'язків. У цьому випадку заохочується обмін думками, знаннями і стратегічними підходами між експертами та особами, які приймають рішення.

## Базові принципи
- Майбутнє можна створити, воно залежить від прикладених зусиль;
- Майбутнє варіативне і залежить від рішень, які будуть прийняті;
- Майбутнє не прогнозується, воно проектується;
- Учасники форсайту усвідомлюють себе як суб'єкт, який прагне самостійно вибирати своє майбутнє і керувати його досягненням.

## Методи, які використовуються в форсайті
Існує безліч методів прогнозування, однак у програмах форсайту найбільш інтенсивно використовуються лише 10-15 з них. Серед найбільш продуктивних:
- Метод Дельфі (Delphi);
- Виділення ключових технологій (Key Technologies);
- Розробка сценаріїв (Scenarios);
- Технологічна дорожня карта (Technology Roadmapping);
- Формування експертних панелей (Expert Panels);
- Аналіз взаємного впливу факторів (Cross-Impact Analysis);
- SWOT-аналіз (SWOT-Analysis);
- Розробка майбутнього (Futures Workshops).

Кожен метод прогнозування має визначені сфери застосування та умови найбільш ефективного використання. Об'єднані ж вони тим, що як домінуюче джерело прогнозної інформації апелюють до оцінок, описів і аргументації висококваліфікованих експертів.